# Lasionycta nivaria
Lasionycta nivaria är en fjärilsart som beskrevs av Augustus Radcliffe Grote 1875. Lasionycta nivaria ingår i släktet Lasionycta och familjen nattflyn. Inga underarter finns listade i Catalogue of Life.